# ماري جو ناي
ماري جو ناي (بالإنجليزية: Mary Jo Nye)‏ هي أستاذة جامعية أمريكية، ولدت في 5 ديسمبر 1944 في الولايات المتحدة.